# Saint-Lary-Boujean
Pour les articles homonymes, voir Saint-Lary.
Saint-Lary-Boujean (Sent Lari e Bojan en occitan) est une commune française située dans l'ouest du département de la Haute-Garonne, en région Occitanie.
Sur le plan historique et culturel, la commune est dans le pays de Comminges, correspondant à l’ancien comté de Comminges, circonscription de la province de Gascogne située sur les départements actuels du Gers, de la Haute-Garonne, des Hautes-Pyrénées et de l'Ariège. Exposée à un climat océanique altéré, elle est drainée par la Nère, le ruisseau de Marignas et par divers autres petits cours d'eau.
Saint-Lary-Boujean est une commune rurale qui compte 127 habitants en 2022, après avoir connu un pic de population de 447 habitants en 1856. Elle fait partie de l'aire d'attraction de Saint-Gaudens..

## Géographie

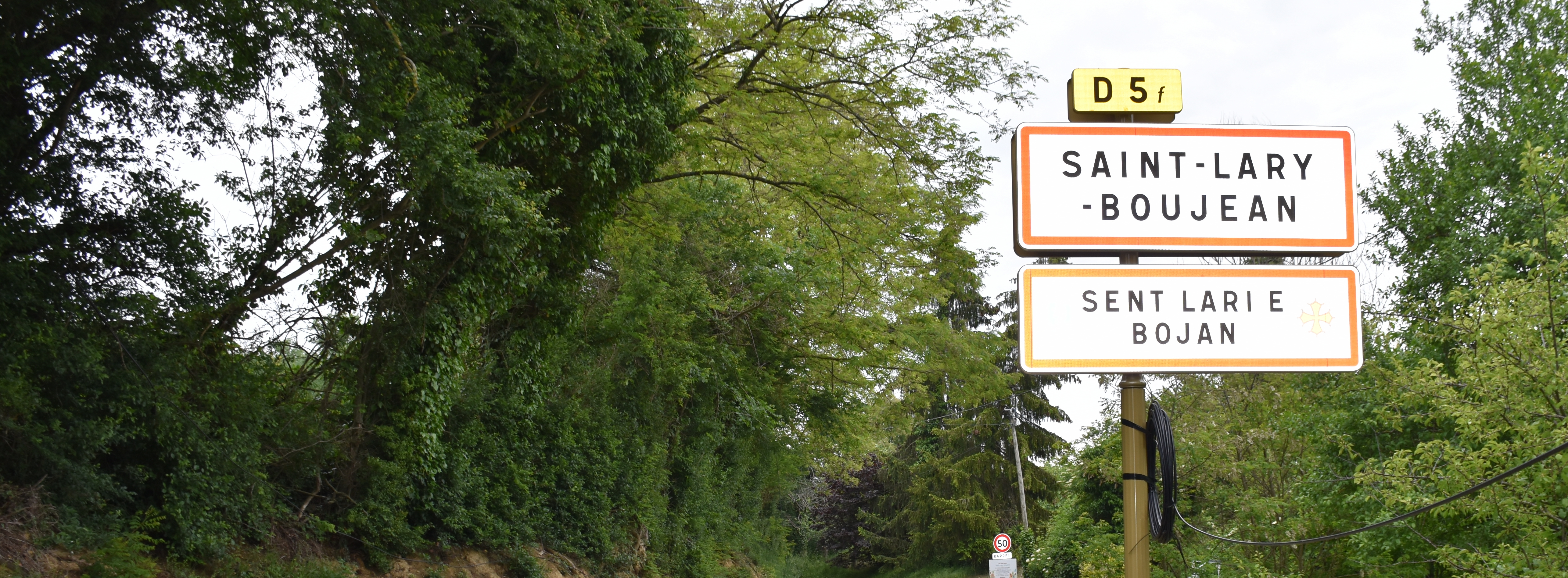
Entrée de la commune (Sent Larie Bojan en occitan)

### Localisation
La commune de Saint-Lary-Boujean se trouve dans le département de la Haute-Garonne, en région Occitanie.
Elle se situe à 71 km à vol d'oiseau de Toulouse, préfecture du département, et à 13 km de Saint-Gaudens, sous-préfecture.
Les communes les plus proches sont : 
Saman (1,6 km), Montgaillard-sur-Save (2,8 km), Ciadoux (3,3 km), Charlas (3,5 km), Saint-Marcet (3,6 km), Cassagnabère-Tournas (4,4 km), Escanecrabe (5,0 km), Cardeilhac (5,4 km).
Sur le plan historique et culturel, Saint-Lary-Boujean fait partie du pays de Comminges, correspondant à l’ancien comté de Comminges, circonscription de la province de Gascogne située sur les départements actuels du Gers, de la Haute-Garonne, des Hautes-Pyrénées et de l'Ariège.
Les communes limitrophes sont  Cardeilhac, Cassagnabère-Tournas, Charlas, Ciadoux, Saint-Marcet et Saman.
| Charlas    | Saman              | Ciadoux              |
| Cardeilhac | Saint-Lary-Boujean | Cassagnabère-Tournas |
|            | Saint-Marcet       |                      |

### Hydrographie

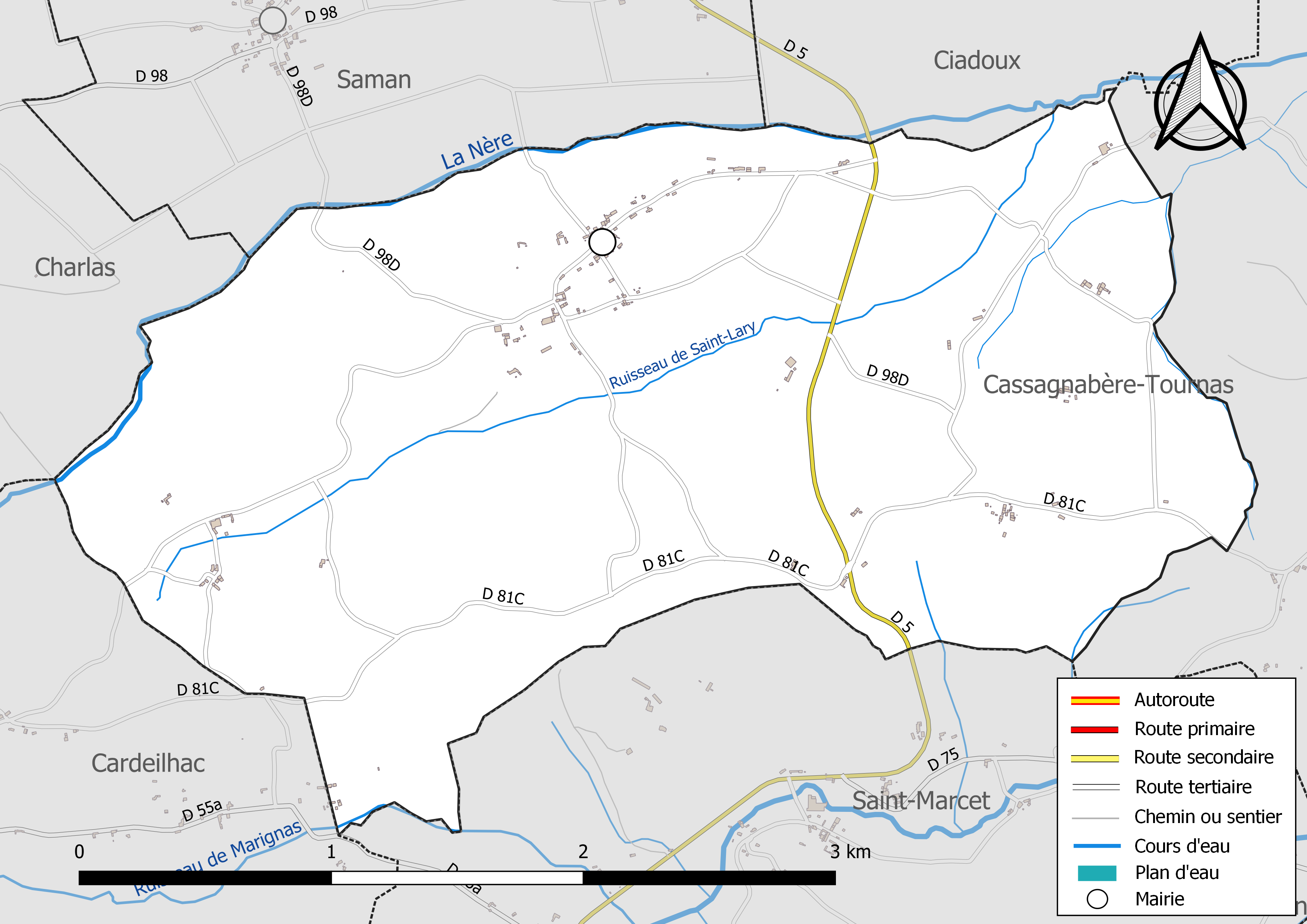
Réseaux hydrographique et routier de Saint-Lary-Boujean.

La commune est dans le bassin de la Garonne, au sein du bassin hydrographique Adour-Garonne. Elle est drainée par la Nère, le ruisseau de Marignas, le ruisseau de Saint-Lary et par deux petits cours d'eau, constituant un réseau hydrographique de 7 km de longueur totale,.
La Nère, d'une longueur totale de 33,3 km, prend sa source dans la commune de Cardeilhac et s'écoule du sud-ouest vers le nord-est. Elle traverse la commune et se jette dans la Louge à Montoussin, après avoir traversé 17 communes.

### Climat
Pour des articles plus généraux, voir Climat de l'Occitanie et Climat de la Haute-Garonne.
En 2010, le climat de la commune est de type climat océanique altéré, selon une étude s'appuyant sur une série de données couvrant la période 1971-2000. En 2020, Météo-France publie une typologie des climats de la France métropolitaine dans laquelle la commune est dans une zone de transition entre le climat océanique altéré et le climat de montagne ou de marges de montagne et est dans la région climatique Pyrénées centrales, caractérisée par une pluviométrie annuelle de 1 000 à 1 200 mm.
Pour la période 1971-2000, la température annuelle moyenne est de 12,5 °C, avec une amplitude thermique annuelle de 14,7 °C. Le cumul annuel moyen de précipitations est de 930 mm, avec 9,4 jours de précipitations en janvier et 6,8 jours en juillet. Pour la période 1991-2020, la température moyenne annuelle observée sur la station météorologique la plus proche, située sur la commune de Clarac à 17 km à vol d'oiseau, est de 12,5 °C et le cumul annuel moyen de précipitations est de 804,9 mm,. Pour l'avenir, les paramètres climatiques de la commune estimés pour 2050 selon différents scénarios d'émission de gaz à effet de serre sont consultables sur un site dédié publié par Météo-France en novembre 2022.

### Milieux naturels et biodiversité
Aucun espace naturel présentant un intérêt patrimonial n'est recensé sur la commune dans l'inventaire national du patrimoine naturel,,.

## Urbanisme

### Typologie
Au 1er janvier 2024, Saint-Lary-Boujean est catégorisée commune rurale à habitat très dispersé, selon la nouvelle grille communale de densité à sept niveaux définie par l'Insee en 2022.
Elle est située hors unité urbaine. Par ailleurs la commune fait partie de l'aire d'attraction de Saint-Gaudens, dont elle est une commune de la couronne,. Cette aire, qui regroupe 85 communes, est catégorisée dans les aires de moins de 50 000 habitants,.

### Occupation des sols
L'occupation des sols de la commune, telle qu'elle ressort de la base de données européenne d’occupation biophysique des sols Corine Land Cover (CLC), est marquée par l'importance des territoires agricoles (75 % en 2018), une proportion identique à celle de 1990 (75 %). La répartition détaillée en 2018 est la suivante : 
terres arables (47,5 %), forêts (25 %), zones agricoles hétérogènes (18,2 %), prairies (9,3 %). L'évolution de l’occupation des sols de la commune et de ses infrastructures peut être observée sur les différentes représentations cartographiques du territoire : la carte de Cassini (XVIIIe siècle), la carte d'état-major (1820-1866) et les cartes ou photos aériennes de l'IGN pour la période actuelle (1950 à aujourd'hui).

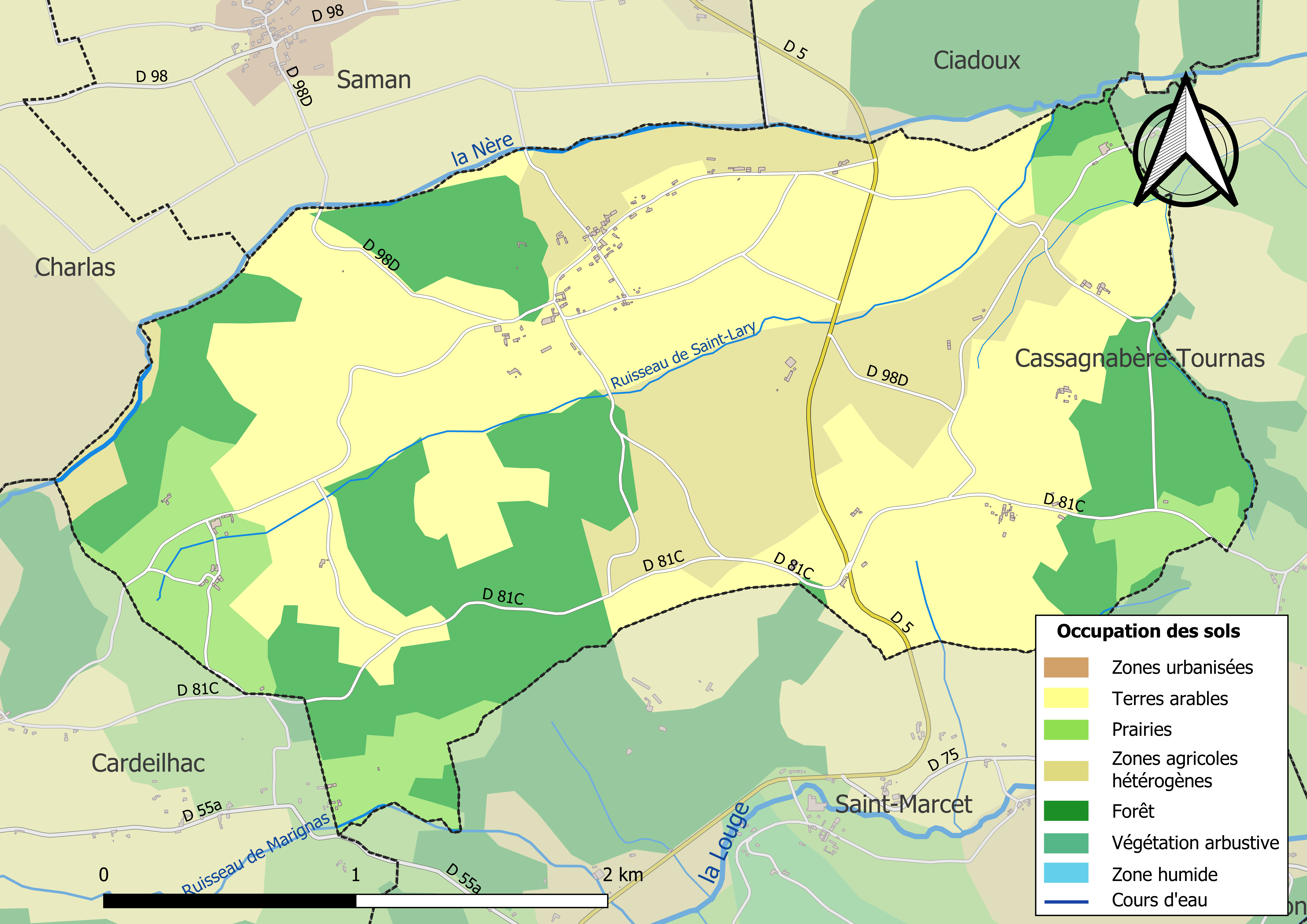
Carte des infrastructures et de l'occupation des sols de la commune en 2018 (CLC).

### Voies de communication et transports
Accès par la ligne régulière de transport interurbain du réseau Arc-en-ciel (anciennement SEMVAT).

### Risques majeurs
Le territoire de la commune de Saint-Lary-Boujean est vulnérable à différents aléas naturels : météorologiques (tempête, orage, neige, grand froid, canicule ou sécheresse), inondations et séisme (sismicité modérée). Un site publié par le BRGM permet d'évaluer simplement et rapidement les risques d'un bien localisé soit par son adresse soit par le numéro de sa parcelle.
Certaines parties du territoire communal sont susceptibles d’être affectées par le risque d’inondation par débordement de cours d'eau, notamment le Nère. La commune a été reconnue en état de catastrophe naturelle au titre des dommages causés par les inondations et coulées de boue survenues en 1982, 1999 et 2009,.

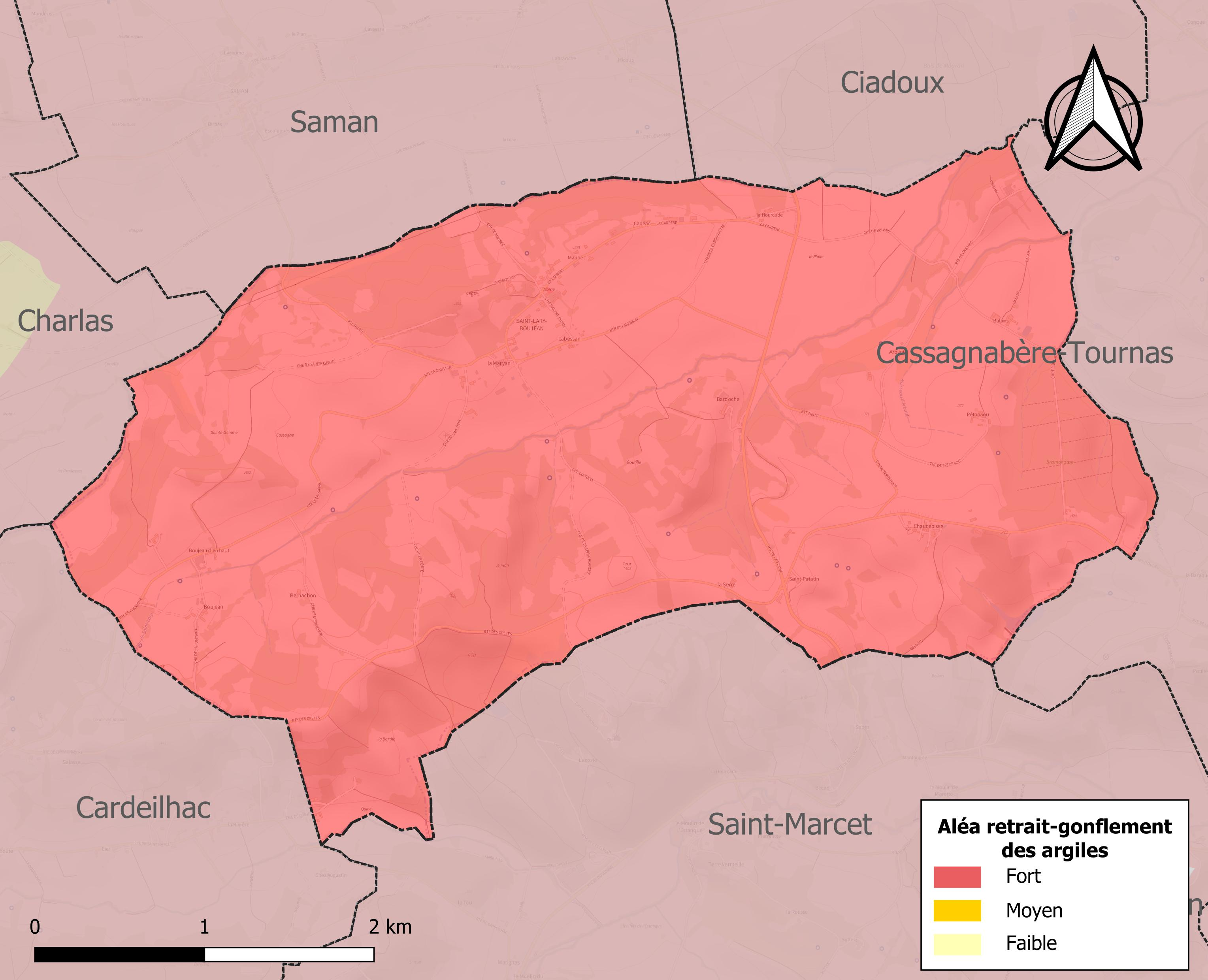
Carte des zones d'aléa retrait-gonflement des sols argileux de Saint-Lary-Boujean.

Le retrait-gonflement des sols argileux est susceptible d'engendrer des dommages importants aux bâtiments en cas d’alternance de périodes de sécheresse et de pluie. La totalité de la commune est en aléa moyen ou fort (88,8 % au niveau départemental et 48,5 % au niveau national). Sur les 74 bâtiments dénombrés sur la commune en 2019, 74 sont en aléa moyen ou fort, soit 100 %, à comparer aux 98 % au niveau départemental et 54 % au niveau national. Une cartographie de l'exposition du territoire national au retrait gonflement des sols argileux est disponible sur le site du BRGM,.
Par ailleurs, afin de mieux appréhender le risque d’affaissement de terrain, l'inventaire national des cavités souterraines permet de localiser celles situées sur la commune.
Concernant les mouvements de terrains, la commune a été reconnue en état de catastrophe naturelle au titre des dommages causés par la sécheresse en 1989, 1998, 2002, 2003 et 2017 et par des mouvements de terrain en 1999.

## Toponymie
Durant la Révolution, la commune, alors nommée Saint-Lary, porte le nom de Mont-Ilaire.

En 1921, le nom de la commune est modifié en Saint-Lary-Bonjean puis, en 1955, en Saint-Lary-Boujean.
Ses habitants sont appelés les Saint-Laryens".

## Politique et administration

### Administration municipale
Le nombre d'habitants au recensement de 2011 étant compris entre 100 et 499, le nombre de membres du conseil municipal pour l'élection de 2014 est de onze,.

### Rattachements administratifs et électoraux
Commune faisant partie de la huitième circonscription de la Haute-Garonne, de la communauté de communes Cœur et Coteaux de Comminges et du canton de Saint-Gaudens (avant le redécoupage départemental de 2014, Saint-Lary-Boujean faisait partie de l'ex-canton de Boulogne-sur-Gesse et avant le 1er janvier 2017 elle faisait partie de la communauté de communes du Boulonnais).

### Liste des maires
| Période                                  | Période   | Identité       | Étiquette | Qualité |
| ---------------------------------------- | --------- | -------------- | --------- | ------- |
| mars 2001                                | mars 2008 | Charles Barthe |           |         |
| mars 2008                                | En cours  | Régis Farré    |           | Employé |
| Les données manquantes sont à compléter. |           |                |           |         |

## Population et société

### Démographie

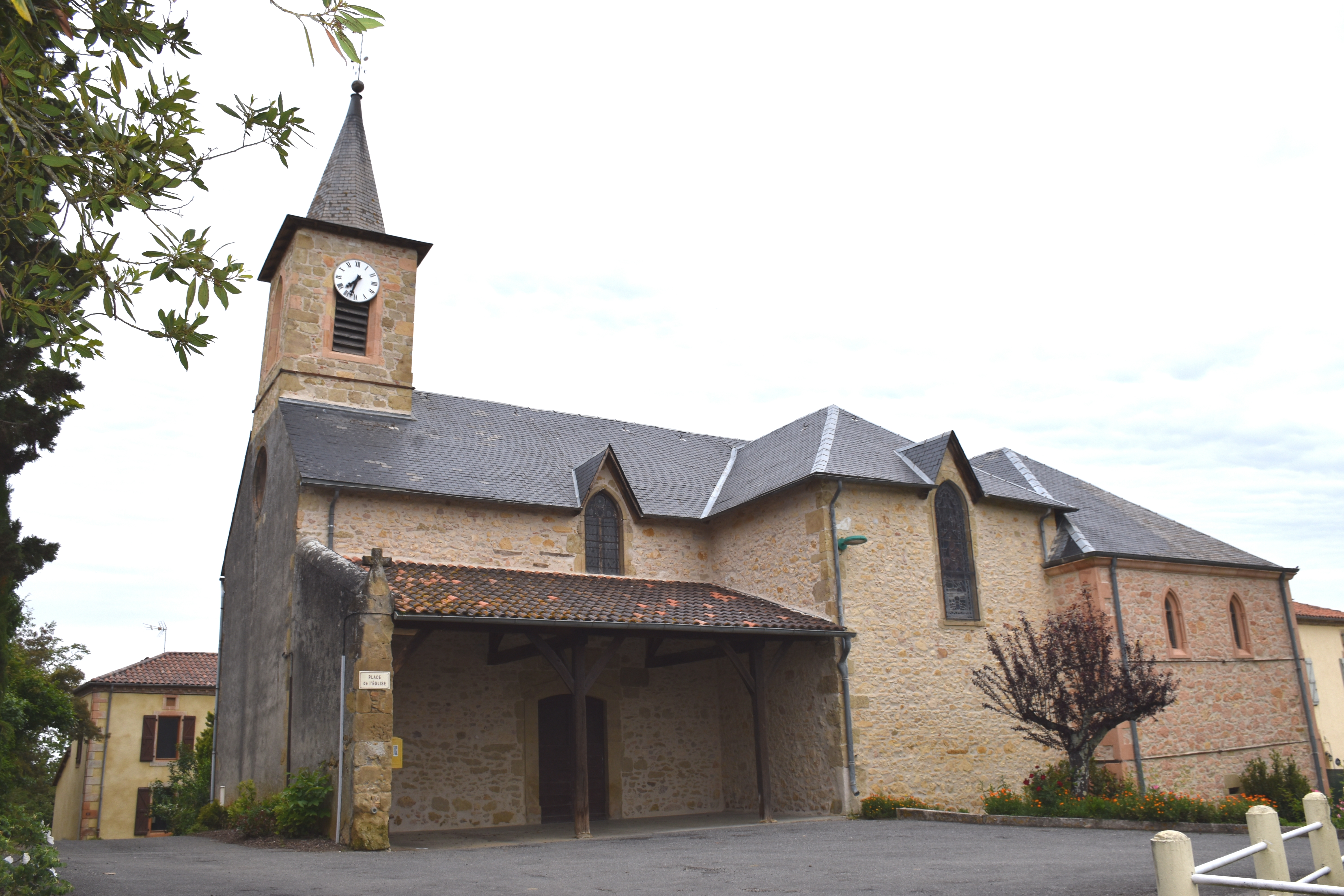
L'église.

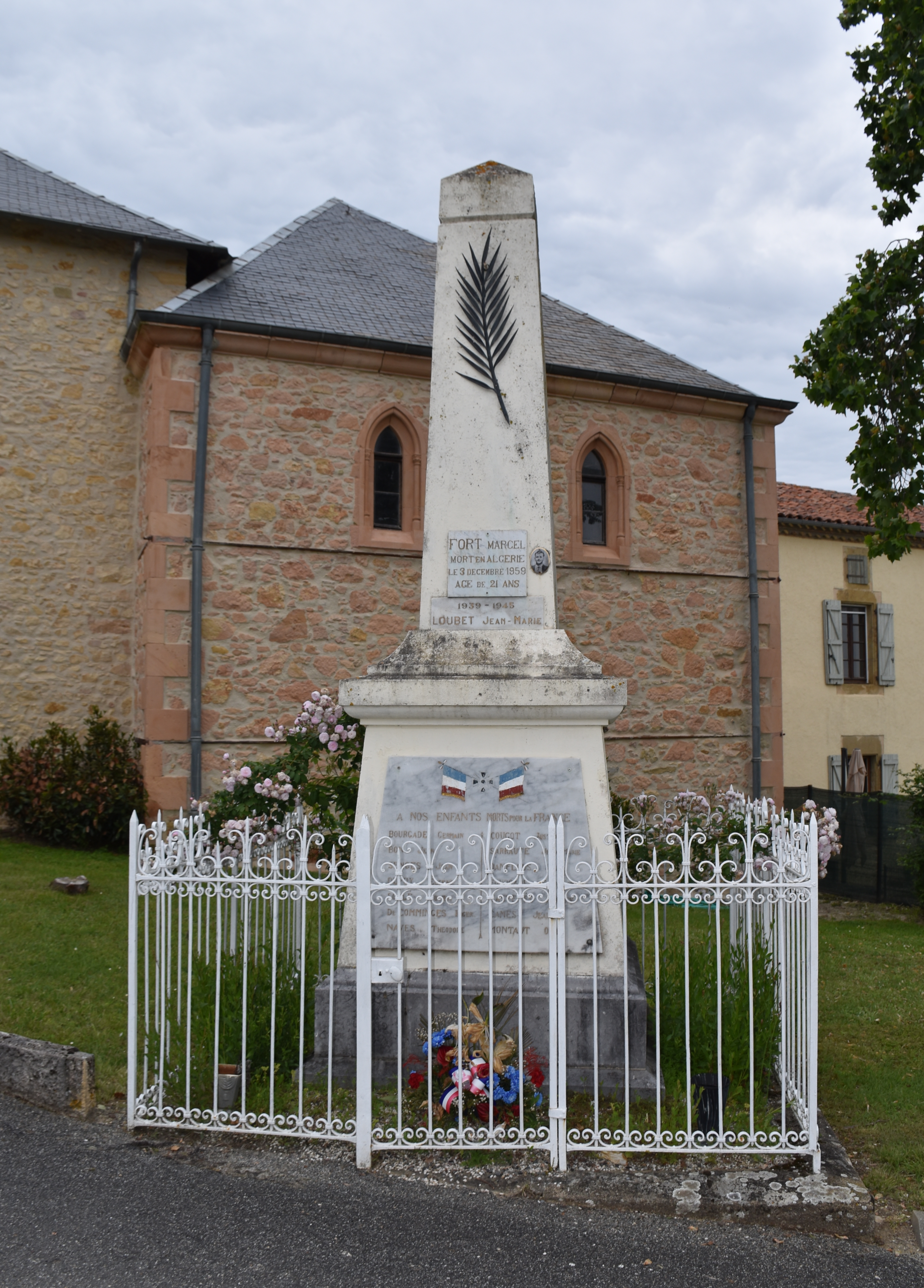
Le monument aux morts.

L'évolution du nombre d'habitants est connue à travers les recensements de la population effectués dans la commune depuis 1793. Pour les communes de moins de 10 000 habitants, une enquête de recensement portant sur toute la population est réalisée tous les cinq ans, les populations de référence des années intermédiaires étant quant à elles estimées par interpolation ou extrapolation. Pour la commune, le premier recensement exhaustif entrant dans le cadre du nouveau dispositif a été réalisé en 2005.

En 2022, la commune comptait 127 habitants, en évolution de −7,97 % par rapport à 2016 (Haute-Garonne : +8,02 %, France hors Mayotte : +2,11 %).
| 1793 | 1800 | 1806 | 1821 | 1831 | 1836 | 1841 | 1846 | 1851 |
| ---- | ---- | ---- | ---- | ---- | ---- | ---- | ---- | ---- |
| 344  | 126  | 330  | 389  | 420  | 446  | 430  | 428  | 444  |

| 1856 | 1861 | 1866 | 1872 | 1876 | 1881 | 1886 | 1891 | 1896 |
| ---- | ---- | ---- | ---- | ---- | ---- | ---- | ---- | ---- |
| 447  | 410  | 381  | 375  | 365  | 349  | 349  | 344  | 332  |

| 1901 | 1906 | 1911 | 1921 | 1926 | 1931 | 1936 | 1946 | 1954 |
| ---- | ---- | ---- | ---- | ---- | ---- | ---- | ---- | ---- |
| 310  | 286  | 265  | 233  | 200  | 194  | 182  | 179  | 186  |

| 1962 | 1968 | 1975 | 1982 | 1990 | 1999 | 2005 | 2006 | 2010 |
| ---- | ---- | ---- | ---- | ---- | ---- | ---- | ---- | ---- |
| 152  | 129  | 129  | 127  | 137  | 116  | 112  | 109  | 131  |

| 2015 | 2020 | 2022 | - | - | - | - | - | - |
| ---- | ---- | ---- | - | - | - | - | - | - |
| 136  | 127  | 127  | - | - | - | - | - | - |

| selon la population municipale des années : | 1968 | 1975 | 1982 | 1990 | 1999 | 2006 | 2009 | 2013 |
| Rang de la commune dans le département      | 463  | 394  | 462  | 428  | 447  | 456  | 450  | 447  |
| Nombre de communes du département           | 592  | 582  | 586  | 588  | 588  | 588  | 589  | 589  |

### Enseignement
Saint-Lary-Boujean fait partie de l'académie de Toulouse.

## Économie

### Emploi
|                | 2008  | 2013  | 2018  |
| -------------- | ----- | ----- | ----- |
| Commune        | 7,7 % | 8,7 % | 6,3 % |
| Département    | 7,7 % | 9,6 % | 9,3 % |
| France entière | 8,3 % | 10 %  | 10 %  |

En 2018, la population âgée de 15 à 64 ans s'élève à 69 personnes, parmi lesquelles on compte 73,4 % d'actifs (67,2 % ayant un emploi et 6,3 % de chômeurs) et 26,6 % d'inactifs,. En  2018, le taux de chômage communal (au sens du recensement) des 15-64 ans est inférieur à celui de la France et département, alors qu'en 2008 il était supérieur à celui du département et inférieur à celui de la France.
La commune fait partie de la couronne de l'aire d'attraction de Saint-Gaudens, du fait qu'au moins 15 % des actifs travaillent dans le pôle,. Elle compte 9 emplois en 2018, contre 16 en 2013 et 22 en 2008. Le nombre d'actifs ayant un emploi résidant dans la commune est de 48, soit un indicateur de concentration d'emploi de 19,6 % et un taux d'activité parmi les 15 ans ou plus de 45,4 %.
Sur ces 48 actifs de 15 ans ou plus ayant un emploi, 6 travaillent dans la commune, soit 13 % des habitants. Pour se rendre au travail, 97,8 % des habitants utilisent un véhicule personnel ou de fonction à quatre roues, 2,2 % s'y rendent en deux-roues, à vélo ou à pied et.

### Activités hors agriculture
7 établissements sont implantés  à Saint-Lary-Boujean au 31 décembre 2019.
Le secteur des autres activités de services est prépondérant sur la commune puisqu'il représente 28,6 % du nombre total d'établissements de la commune (2 sur les 7 entreprises implantées  à Saint-Lary-Boujean), contre 7,9 % au niveau départemental.

### Agriculture
|               | 1988 | 2000 | 2010 | 2020 |
| ------------- | ---- | ---- | ---- | ---- |
| Exploitations | 23   | 15   | 10   | 9    |
| SAU (ha)      | 697  | 650  | 594  | 630  |

La commune est dans les « Coteaux de Gascogne », une petite région agricole occupant une partie ouest du département de la Haute-Garonne, constitué d'un relief de cuestas et de vallées peu profondes, creusés par les rivières issues du massif pyrénéen, avec une activité de polyculture et d’élevage. En 2020, l'orientation technico-économique de l'agriculture  sur la commune est la culture de céréales et/ou d'oléoprotéagineuses. Neuf exploitations agricoles ayant leur siège dans la commune sont dénombrées lors du recensement agricole de 2020 (23 en 1988). La superficie agricole utilisée est de 630 ha,,.

## Culture locale et patrimoine

### Lieux et monuments
- Église Saint-Hilaire.

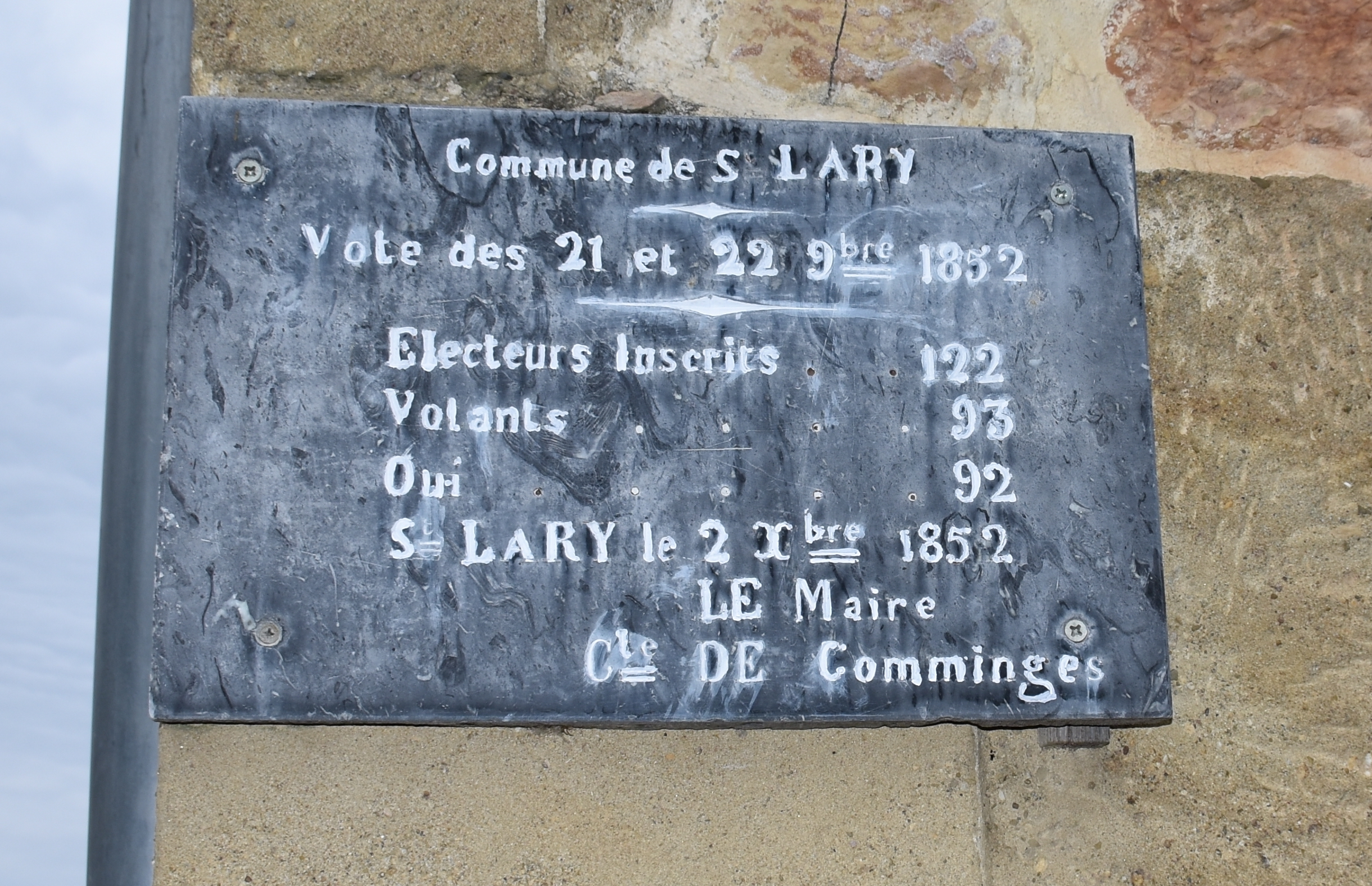
Résultat du plébicite de 1852 immortalisé sur la mairie.
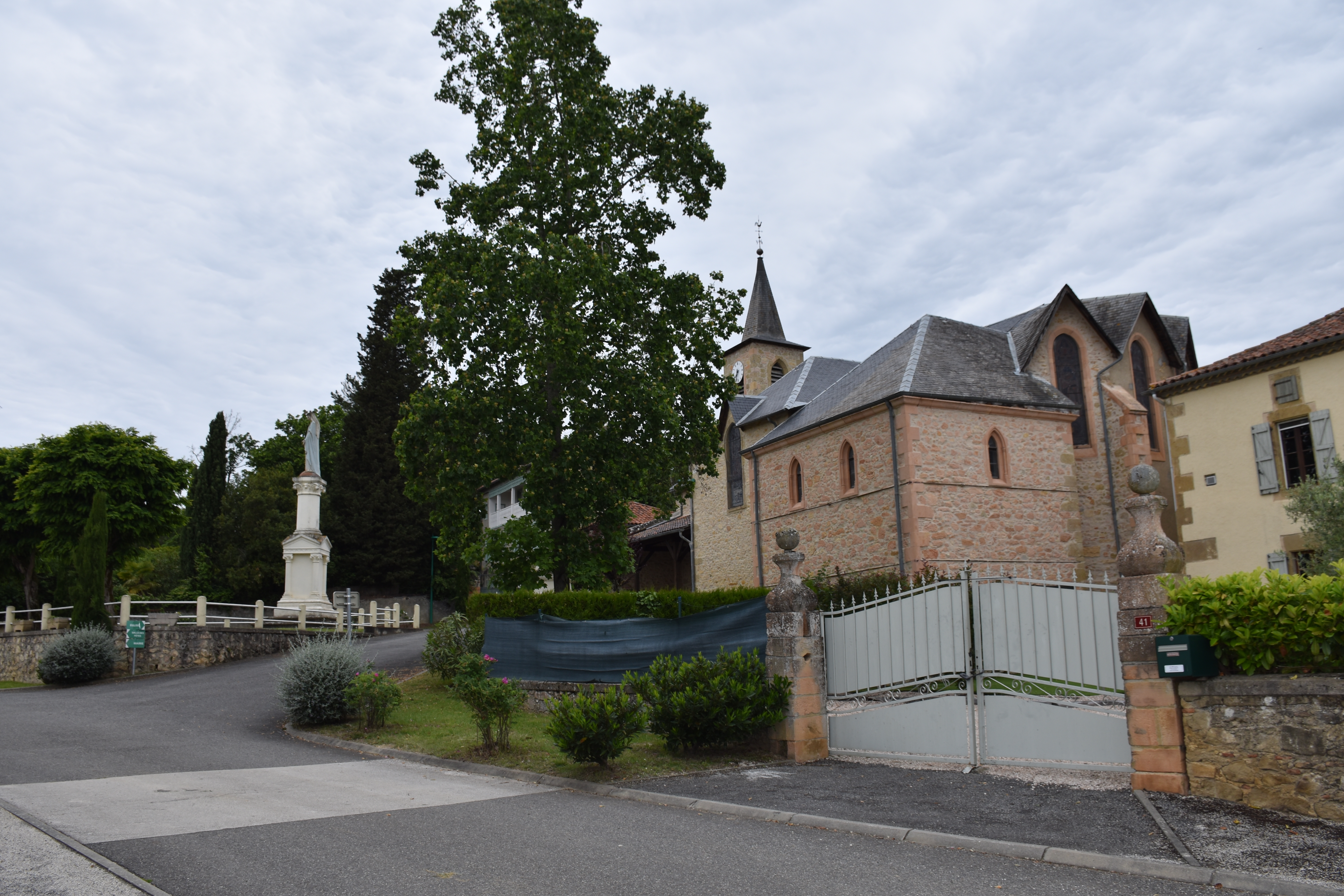
Vue du village.
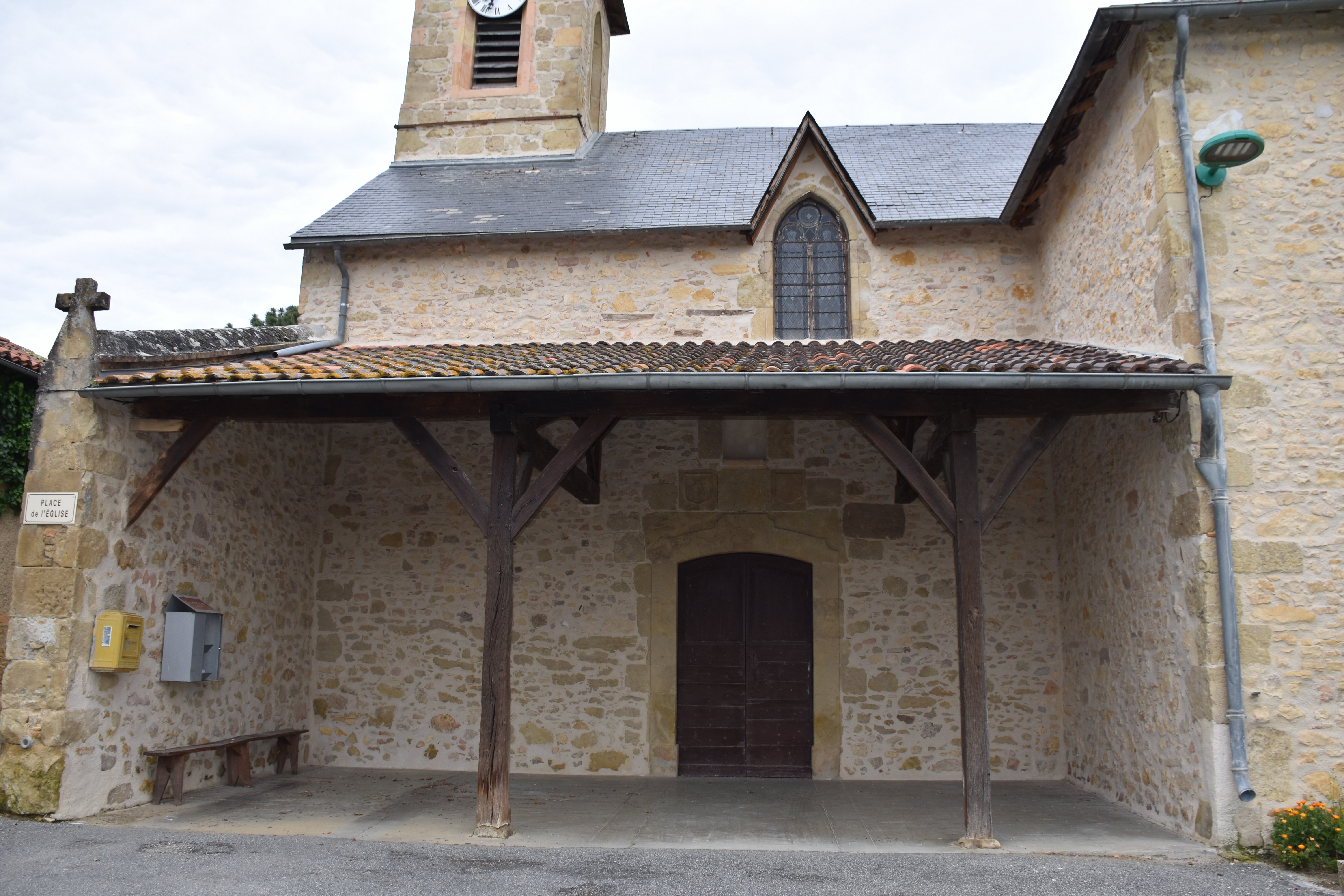
Le porche de l'église.
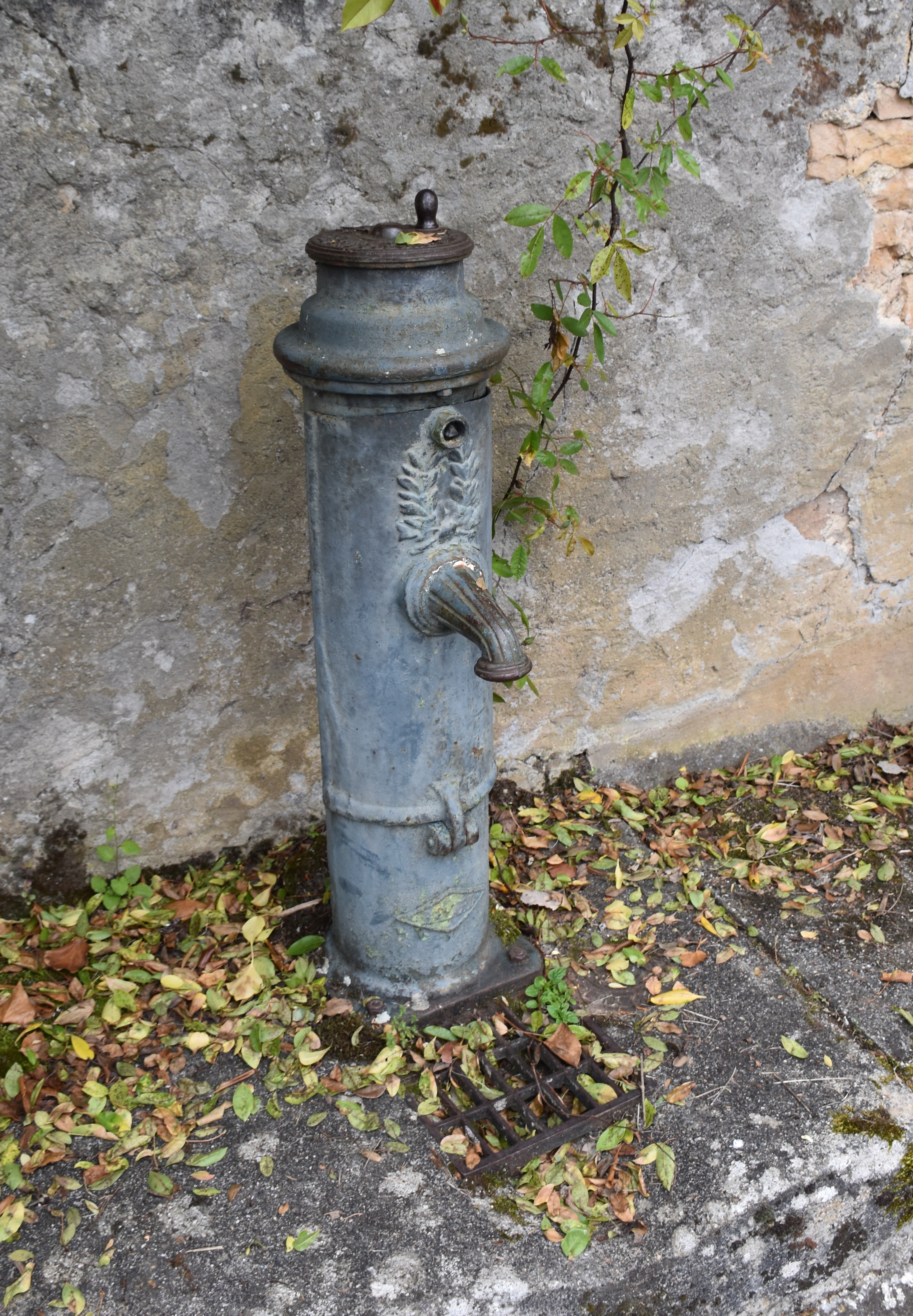
Ancienne fontaine publique.
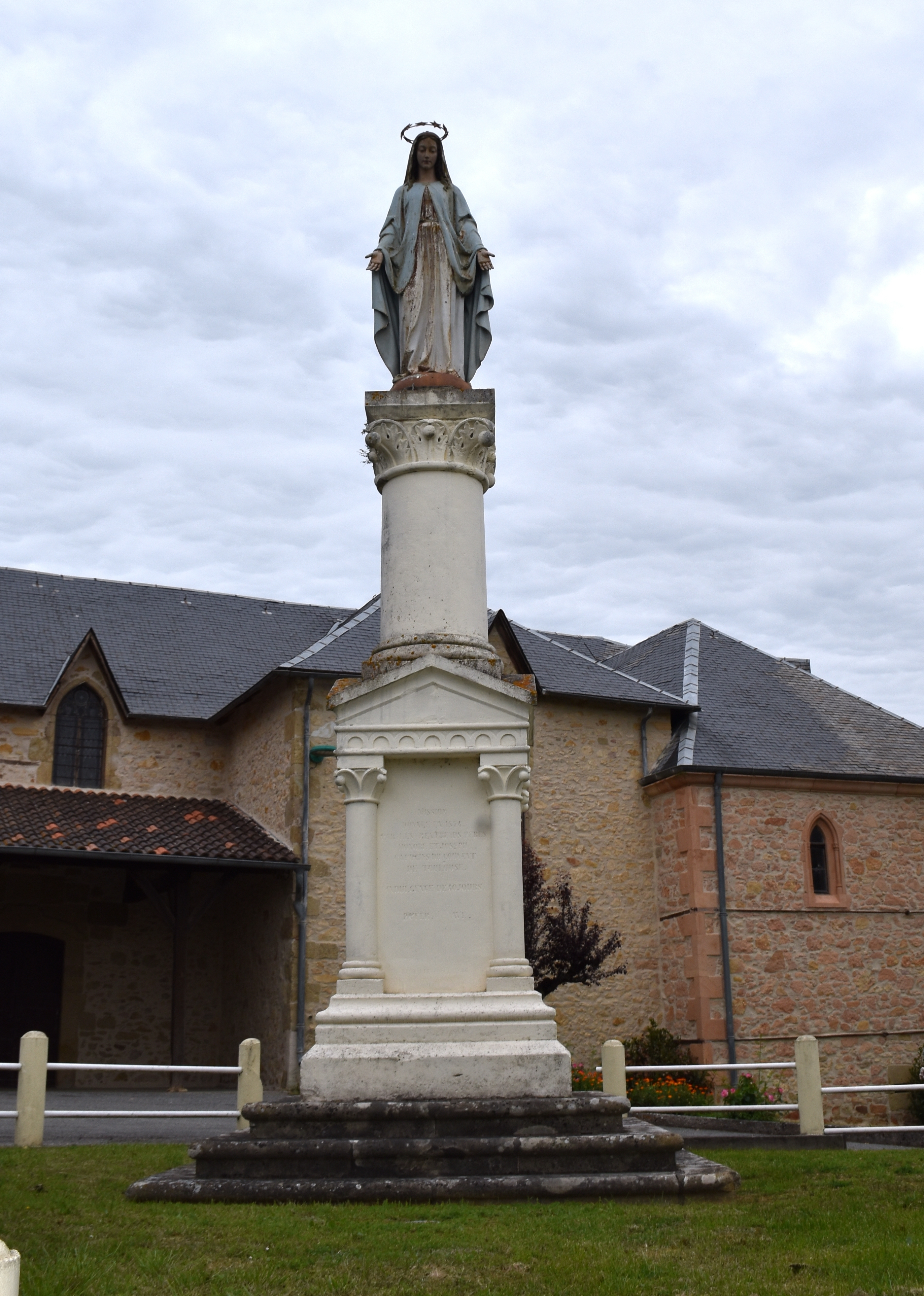
Statue de la Vierge.

### Personnalités liées à la commune
- Comtes de Comminges
- Élie de Comminges
- Roger de Saint-Lary de Bellegarde
- Roger de Bellegarde
- Jean-Louis de Nogaret de La Valette
- Jean de Nogaret de La Valette
- Bernard de Nogaret
- Maxime Gaillard

## Pour approfondir